# Aleksandr Koreškov
Aleksandr Gennadievič Koreškov (in russo Александр Геннадьевич Корешков?; 28 ottobre 1968) è un ex hockeista su ghiaccio kazako.

## Carriera
Con la nazionale kazaka ha preso parte a diverse edizioni dei campionati mondiali e a due edizioni dei Giochi olimpici invernali (1998 e 2006). Inoltre ha conquistato una medaglia d'argento ai Giochi asiatici nel 2007.
A livello di club, le squadre in cui ha militato per diverse stagioni sono il Torpedo Ust-Kamenogorsk (1984-1987, 1989-1994), il Metallurg Magnitogorsk (1994-2004), il Kazzinc-Torpedo (2005-2008) e il Barys Astana (2007-2010).